# Selhurst Park

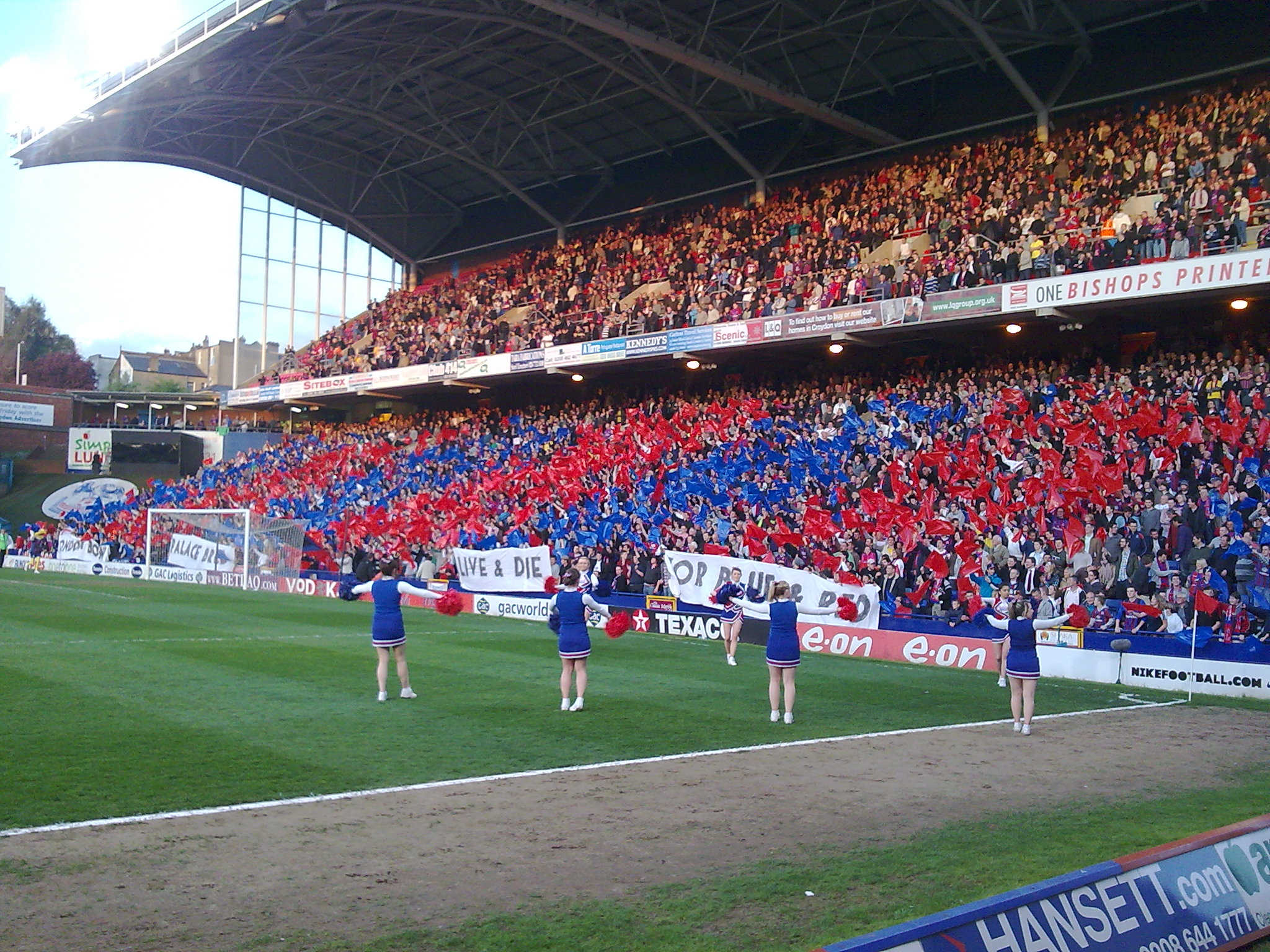
Selhurst Park.

Selhurst Park är en fotbollsarena i London. Premier league-klubben Crystal Palace har arenan som hemmaarena. 1985–1991 spelade även Charlton Athletic här och 1991–2003 även Wimbledon.
Arenans kapacitet är 26 255 personer.